# W44
W44 (también conocido como SNR G034.6-00.5, 3C 392 y CTB 60) es un resto de supernova que se localiza en la constelación de Aquila.
Fue descubierto por Gart Westerhout en 1958 en el marco de un estudio de radiación continua en nuestra galaxia a 1390 MHz de frecuencia.

## Morfología
W44 es un resto de supernova de morfología mixta que se caracteriza por una brillante concha en banda de radio y una emisión térmica de rayos X concentrada desde su centro.
En banda de radio, W44 tiene el aspecto de una cáscara brillante asimétrica cuasi-elíptica, siendo su emisión más intensa a lo largo del límite este; en la región oeste se puede observar un arco brillante.
En el espectro de rayos X presenta continuos de recombinación radiante de átomos muy ionizados, característica común de otros restos con morfología mixta. La emisión es predominantemente térmica, lo que se fundamenta por la presencia de líneas de emisión de magnesio, silicio y azufre.
Asimismo, la emisión en rayos X duros tiene una estructura en forma de arco que está correlacionada en el espacio con el filamento que se aprecia en banda de radio.
W44 también ha sido detectado en rayos gamma, cuya emisión probablemente proviene de la desintegración de piones neutros (escenario hadrónico).
W44 es uno de los pocos casos demostrados de interacción entre un resto de supernova y una nube molecular, como lo corroboran las observaciones de máseres de OH a 1720 MHz.
En la interfaz entre W44 y una región H II se han descubierto dos objetos estelares jóvenes masivos.

## Remanente estelar
W44 está asociado con el púlsar PSR B1853+01, situado al sur del resto de la supernova, lo que indica que W44 proviene de una supernova de colapso de núcleo (CC).
El viento del púlsar ha creado una pequeña nebulosa sincrotrón (PWN) observada tanto en radiofrecuencias como en rayos X.

## Edad y distancia
La antigüedad de W44, evaluada por la edad característica del púlsar asociado, es de 20 000 años aproximadamente.
Otra estimación distinta, calculada por la edad del plasma térmico, 16 700 ± 2500 años, es comparable al anterior valor; sin embargo, su edad dinámica —basada en la velocidad y en el tamaño de la onda de choque— es considerablemente mayor, aunque está sujeta a un amplio margen de error (55 000 ± 20 000 años).
W44 se encuentra a una distancia comprendida entre 2200 y 3000 pársecs, y se localiza en una región compleja del plano interior galáctico. De hecho está inmerso en el complejo de nubes moleculares W48, rica región de formación estelar.